# 敦煌線
敦煌線（とんこうせん、中文表記: 敦煌铁路、英文表記: Dunhuang Railway）は、中国甘粛省酒泉市の柳溝駅と敦煌駅とを結ぶ鉄道路線である。

## 概要
蘭新線柳溝駅を起点として、G312国道に沿って西南方向へ向かい、敦煌市の敦煌駅を結ぶ全長169kmの路線である。敦煌駅から青蔵鉄道ゴルムド駅まで敦格線が、蘭新線と青蔵鉄道を結ぶ連絡線となっている。

## 沿革
- 2004年9月7日  定礎[1]
- 2005年8月5日  敷設開始[2]
- 2006年3月3日  開通[1][2]
- 2016年4月17日  全線の電化が完成[3]
- 2019年6月30日 最高速度を120km/hから160km/hへ引き上げ[4]
- 同年7月10日 高速鉄道車両の乗り入れ開始[5]

## 駅一覧
| 駅名     | 駅名         | 駅名         | 駅間 キロ | 累計 キロ | 接続路線・備考 | 所在地       | 所在地 |
| 日本語   | 簡体字中国語 | 英語         | 駅間 キロ | 累計 キロ | 接続路線・備考 | 所在地       | 所在地 |
| -------- | ------------ | ------------ | --------- | --------- | -------------- | ------------ | ------ |
| 柳溝駅   | 柳沟站       | Liugou       | 0.0       | 0.0       | ■蘭新線        | 甘粛省酒泉市 | 瓜州県 |
| 小宛駅   | 小宛站       | Xiaoyuan     |           |           |                | 甘粛省酒泉市 | 瓜州県 |
| 瓜州駅   | 瓜州站       | Guazhou      |           |           |                | 甘粛省酒泉市 | 瓜州県 |
| 甜水井駅 | 甜水井站     | Tianshuijing |           |           |                | 甘粛省酒泉市 | 敦煌市 |
| 敦煌駅   | 敦煌站       | Dunhuang     |           |           | ■敦格線        | 甘粛省酒泉市 | 敦煌市 |